# Либкнехт, Людвиг Кристиан
Людвиг Кристиан Либкнехт (нем. Ludwig Christian Liebknecht; 17 ноября 1790, Гисен, Гессен — 24 декабря 1832, Гисен, Гессен) — гессенский чиновник, дед Карла Либкнехта.

## Биография
Родился в 1787 году в Гисене. По происхождению, вероятно, был внуком Иоганна Георга Либкнехта.
После стал чиновником. В 1826 году родился сын Вильгельм.
Умер в 1832 году.